# Weberbauerocereus cuzcoensis
Weberbauerocereus cuzcoensis är en kaktusväxtart som beskrevs av Kníze. Weberbauerocereus cuzcoensis ingår i släktet Weberbauerocereus och familjen kaktusväxter. Inga underarter finns listade i Catalogue of Life.

## Bildgalleri

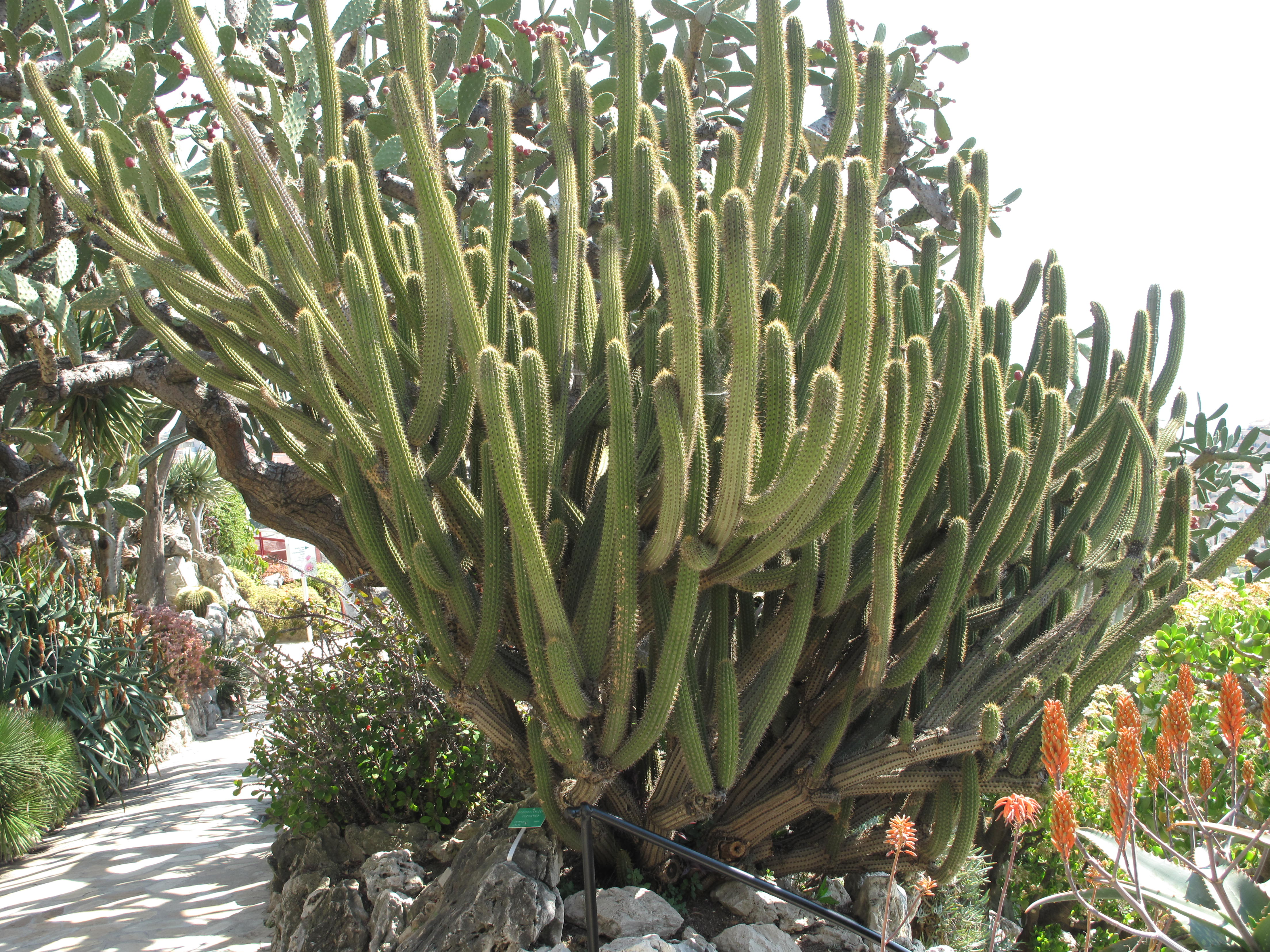